# Carybdea
Carybdea é um género de águas-vivas em forma de cubo (Cubozoa) da família Carybdeidae.

## Espécies
- Carybdea alata Reynaud, 1830
- Carybdea aurifera Mayer, 1900
- Carybdea marsupialis Linnaeus, 1758
- Carybdea rastonii Haacke, 1886
- Carybdea sivickisi Stiasny, 1926
- Carybdea stiasnyi Bigelow, 1938
- Carybdea xaymacana Conant, 1897